# Tengiz
Koordinaten: 46° 36′ 0″ N, 53° 42′ 0″ O
Tengiz (russisch Тенгиз, kasachisch Теңіз) ist ein Ölfeld im Gebiet Atyrau im Westen Kasachstans. Es wurde 1979 entdeckt und enthielt ursprünglich etwa 26 Milliarden Barrel Erdöl, davon 6–9 Milliarden Barrel, die wirtschaftlich gewonnen werden können. Damit zählt es zu den größten Ölfeldern dieser Region. Im Jahr 2009 wurden täglich etwa 540.000 Barrel Erdöl gefördert.

## Betreiber
Betreiber von Tengiz ist das Unternehmen Tengizchevroil (TCO), ein Joint Venture zwischen der Chevron Corporation (50 Prozent), ExxonMobil (25 Prozent), KazMunayGas (20 Prozent) und LukArco (5 Prozent). BP kaufte 2000 die Atlantic Richfield Company (ARCO), damit war BP im Besitz von 46 Prozent der Anteile an LukArco. Im Dezember 2009 verkaufte BP seine Anteile für 1,6 Milliarden US-Dollar an Lukoil. Damit wurde Lukoil alleiniger Eigentümer von LukArco und dessen 5 Prozent an Tengizchevroil.

## Förderung

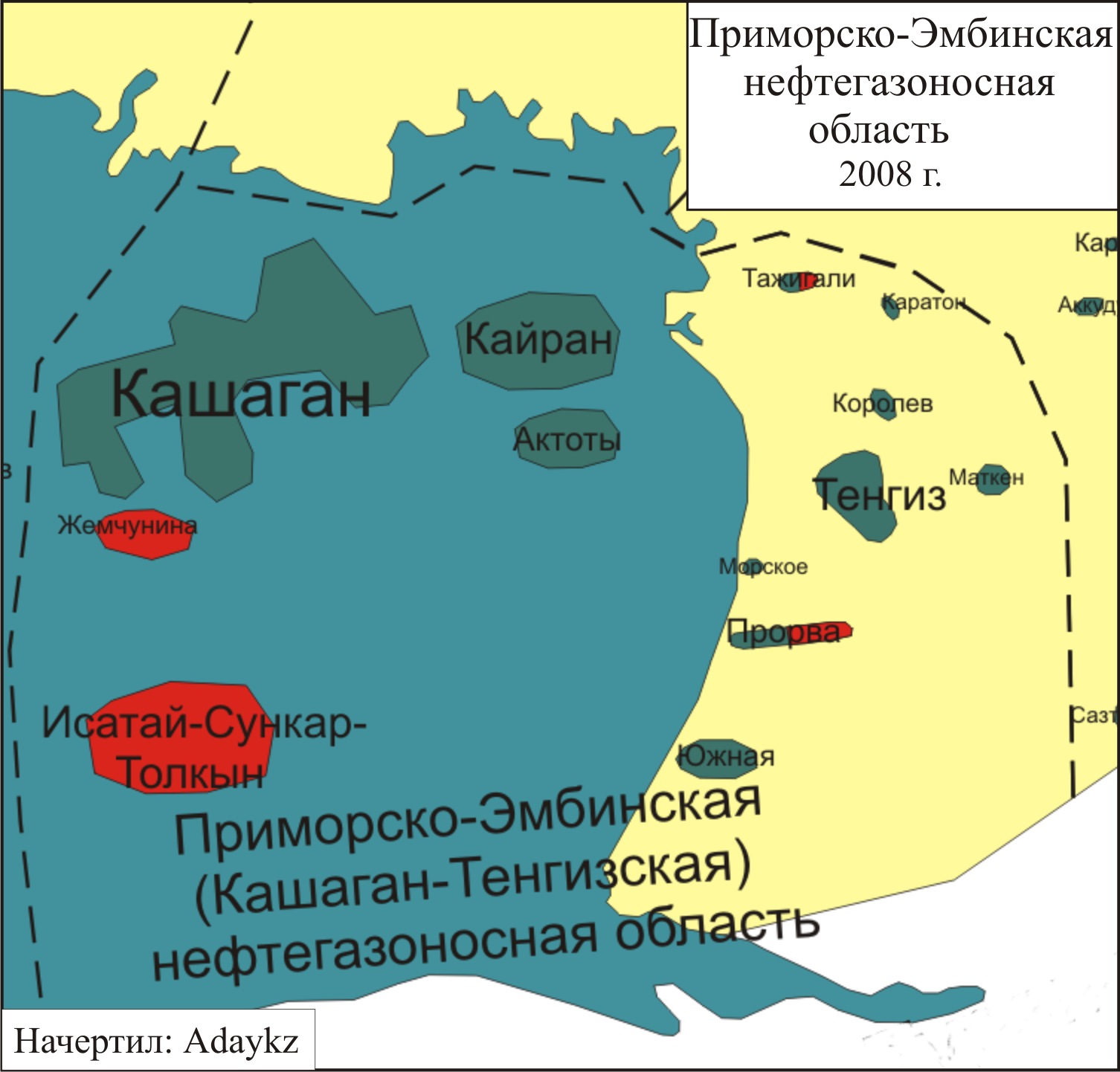
Lage der Öl- und Gasfelder Kaschagan („Кашаган“, im Kaspischen Meer) und Tengiz („Тенгиз“, an Land).

Die Ölvorkommen von Tengiz erstrecken sich über ein 19 km breites und 21 km langes Gebiet. Tengiz liegt in einem 2.500 km² großen Lizenzgebiet von Tengizchevroil, in dem sich noch weitere bedeutende Ölvorkommen befinden, darunter das Koroljow-Ölfeld mit zusätzlichen Reserven von 1,5 Milliarden Barrel. Trotz dieser Funde wird nach weiteren Ölvorkommen gesucht. Nur 130 Kilometer von Tengiz entfernt befindet sich das noch größere Ölfeld Kaschagan.
Die Ölqualität der Felder in dieser Region ist sehr schlecht. Der hohe Schwefelanteil mindert die Wirtschaftlichkeit der Förderung, da der Schwefel aufwändig vom Öl getrennt werden muss. Dabei entstehen jeden Tag 4.500 Tonnen Schwefel, von dem ein Teil durch den Wind in die nahe gelegenen Städte getragen wird. Die Bewohner klagen deshalb über Gesundheitsprobleme wie Atemwegsbeschwerden oder Augenkrankheiten.
2018 wurden in Tengiz 28,6 Millionen Tonnen Erdöl (228,2 Mio. Barrel) produziert, knapp ein Drittel der gesamten kasachischen Erdölförderung. Trotz unerwartet stark steigender Förderung aus dem problematischen Kaschagan-Feld (Januar bis November 2018: 12 Millionen Tonnen) sowie der Produktion von Erdöl (Januar bis November: 11,1 Millionen Tonnen) und Gaskondensat aus dem extrem großen Gasfeld Karatschaganak ist Tengiz das wichtigste Ölfeld Kasachstans.
2018 verkaufte Tengizchevroil zudem 1,3 Millionen Tonnen Flüssigerdgas aus Tengiz. Dazu kamen 9,2 Milliarden Kubikmeter konventionelles Erdgas sowie 2,5 Millionen Tonnen Schwefel.
Tengizchevroil genehmigte außerdem das "Future Growth"-Projekt  "Wellhead Pressure Management Project" (FGP-WPMP), eine weitere große Investition, welche die Erdölförderung in Tengiz um weitere 12 Millionen Tonnen jährlich auf 39 Millionen Tonnen (850.000 Barrel täglich) erhöhen soll.
2019 wurden 650.000 Barrel täglich produziert. Wie im Rahmen des "Future-Growth"-Projekt vorgesehen stieg die Förderung im 1. Quartal 2020 auf 675.000 Barrel täglich. Da Kasachstan der OPEC+ angehört und diese sich in Folge der COVID-19-Pandemie entschied, Kürzungen von zunächst 9,7 Millionen Barrel täglich umzusetzen, wird die Produktion voraussichtlich für den Rest des Jahres 2020 sowie 2021 sinken oder stagnieren.
Der Anteil Kasachstans für die 1. Phase der Kürzungen liegt bei 390.000 Barrel täglich. Das kasachische Energieministerium gab bekannt, man würde die Kürzungen verteilen zwischen den mittleren, großen sowie den "Giganten"-Ölfeldern.
Im Februar 2025 war die letzte Phase des "Future Growth"-Projekts abgeschlossen, die Gesamtkosten beliefen sich auf 47 Milliarden US-$. Durch das Projekt soll die Lebenszeit und Fördermenge von Tengiz erhöht werden. Dafür wurde das naheliegende "Korolev"-Feld erschlossen, gemeinsam enthalten beide Felder 7,5 Milliarden Barrel Erdöl sowie 469 Milliarden Kubikmeter Erdgas die wirtschaftlich erschlossen werden können (Stand: Februar 2025).
2024 lag die Förderung bei 27,8 Millionen Tonnen. Zwischen Januar und Mai 2025 wurden bereits 15,9 Millionen Tonnen Erdöl gefördert, wobei 35,7 Millionen Tonnen für das Jahr 2025 prognostiziert werden.

## Tengiz-Katastrophe 1985
Am 23. Juni 1985 kam es am Bohrloch Nr. 37 des Tengiz-Feldes zu einem Blowout mit der bis dahin weltgrößten Gas- und Ölfontäne, der erst nach 400 Tagen und mit einem enormen technischen und personellen Aufwand endgültig gestoppt werden konnte.